# 島牧郡
島牧郡（日语：／ Shimamaki gun */?）為日本北海道後志綜合振興局的郡，位於後志綜合振興局西南部。
名稱源自阿伊努語的「suma-oma-i」（有石頭的地方）。

## 轄區
轄區包含1村：
- 島牧村

## 沿革

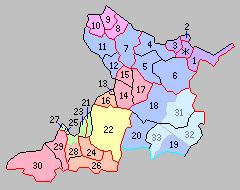
北海道一・二級町村制施行時島牧郡下辖町村（29.東島牧村 30.西島牧村 下赤：島牧村）

- 1869年8月15日：北海道設置11國86郡，後志國島牧郡成立。
- 1872年：隸屬函館支廳管轄。
- 1897年11月：北海道實施支廳制，改隸屬新設置的壽都支廳。[1]此時島牧郡下轄千走村、永豐村、江泥邊村、原歌村、本目村、輕臼村、歌島村。[2]（7村）
- 1906年4月1日：千走村、永豐村、江泥邊村、原歌村合併成東島牧村，本目村、輕臼村、歌島村合併成西島牧村，並同時成為北海道二級村。（2村）
- 1910年：壽都支廳被廢除，改隸屬後志支廳管轄。
- 1943年6月1日：北海道一級二級町村制廢止，東島牧村和西島牧村改為內務省指定村。
- 1946年10月5日：指定町村制廢止。
- 1956年9月30日：東島牧村和西島牧村合併為島牧村。（1村）